# Ophiorrhiza marchandii
Ophiorrhiza marchandii är en måreväxtart som beskrevs av Augustin Abel Hector Léveillé. Ophiorrhiza marchandii ingår i släktet Ophiorrhiza och familjen måreväxter. Inga underarter finns listade i Catalogue of Life.